# 台湾峭腹蛛
台湾峭腹蛛（学名：Tmarus taiwanus）为蟹蛛科峭腹蛛属的动物。分布于台湾等地。该物种的模式产地在台湾。